# Ghionoaia
La Ginoavia (o Ginoavia a secas) en español (de gino mujer y avia pájaro), del rumano Ghionoaia o Gheonoaia, es una mujer pájaro gigantesca capaz de derribar bosques enteros mediante vientos huracanados. Es uno de los seres mitológicos habituales en los cuentos populares rumanos, en compañía de Escorpia y de dragones sierpe (zmeu) o hidra (balaur), desempeñando el papel de antagonista del héroe, Făt-Frumos (Infante Hermoso).